# Лос-Иборес

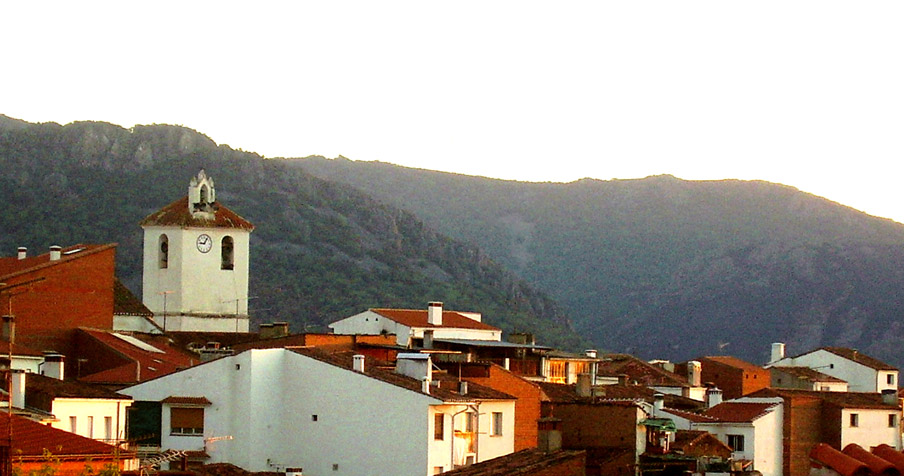
Крепость

Лос-Иборес (исп. Los Ibores) — район (комарка) в Испании, входит в провинцию Касерес в составе автономного сообщества Эстремадура. 1833 году после нескольких изменений область сложилась из пяти деревень.

## Муниципалитеты
1. Боональ-де-Ибор
2. Кастаньяр-де-Ибор
3. Фреснедосо-де-Ибор
4. Месас-де-Ибор
5. Навальвильяр-де-Ибор

## Расположение
Район имеет вытянутую форму, расположен вдоль реки, с юга на север. На востоке граничит с провинцией Касерес, на севере заканчивается на реке Тежу, на востоке граничит с муниципалитетом Шир-Де-Ла-Хара, в Толедо, на юге и западе с муниципалитетом Лас-Вильуэркас.
Через район идет провинциальная дорога EX-118, она идет вдоль реки Ибор на большей части маршрута и соединяет деревни Навальморал-де-ла-Мата и Гваделупа.